# Heddie Nieuwdorp
Heddie Nieuwdorp, né le 28 mars 1956 à Middelbourg, est un coureur cycliste néerlandais professionnel de 1980 à 1986. Il a gagné une étape du Tour d'Espagne en 1981.

## Palmarès
- 1981
  - 5e étape du Tour d'Espagne
  - 2e du Tour du Limbourg
- 1983
  - 3e du Circuit Escaut-Durme
- 1984
  - 3e de la Flèche wallonne
- 1987
  - Ronde van Kruiningen
- 1988
  - Ronde van Kruiningen
- 1989
  - 3e du Ronde van Kruiningen

## Résultats sur les grands tours

### Tour d'Espagne
3 participations
- 1980 : hors délais (15e étape)
- 1981 : 47e, vainqueur de la 5e étape
- 1982 : 67e